# Martín Ibarra
Martín Ivarra o Ibarra (Viguera, La Rioja, ?-Barcelona, 1557, o posterior), fue un gramático, humanista, poeta en latín y helenista español establecido y arraigado en Cataluña hacia 1507.

## Vida y obras
Fue profesor de gramática latina en el estudio general de Barcelona y preceptor particular de hijos de juristas y de médicos, maestro de griego y autor de una considerable obra literaria y poética en latín, difusor de los métodos de Antonio de Nebrija. La mayor parte de sus obras las publicó en Barcelona, donde tuvo estrecha relación con la aristocracia barcelonesa y con el pequeño círculo erasmista local. Ya en 1511 publicó Orationes XV quae crustula inscribuntur te ad reges Epigrammata te Sapphic ad Marquetum, discursos y disputas en latín, un conjunto de epigramas y una oda sáfica dedicada a un miembro de la familia Marquet, de la que era preceptor. En 1512 comentó y editó De puerorum moribus disticha del poeta italiano Michele Verino, donde incluyó un Epigrammaton libellus con una treintena de composiciones poéticas suyas. En 1514 publicó nuevamente en Barcelona un largo poema Ignigi Mendozae te Isabelae Aragoniae Epithalamion. Aparte de una edición de Sedulio en la que intervino (Seduli paschale, Barcelona, 1515), se añadirán un par de obras más: Ad ilustríssimi Infantis Enrici Psitacum Caii et Marcelli Iuarrae Cantábrico Barcinonum Centuria praetextatorum (1514) y Caroleidos libri IV (Barcelona, 1519) en hexámetros, un epilio sobre la llegada de Carlos V a España, además de unos cuantos poemas preliminares.
Ibarra es el primer poeta hispánico que escribe una silva, De Ferrando leone, parte del Epigrammaton libellus, y sigue el modelo de una silva de Estacio titulada Leo mansuetus. Pero la silva de Ibarra, de 131 versos, explica un hecho histórico pintoresco sobre un león, de nombre Fernando, que vivía en un patio al pie de la muralla y era la admiración de los ciudadanos de Barcelona. Un día, sin embargo, el león se escapó, mató a su guardián y murió acribillado de flechas, tras pronunciar un discurso filosófico y dictar su propio epitafio.
Aparte de su producción poética, escribió un De prosodia, un tratado gramatical sobre la acentuación, y editó y comentó también las Introductiones latinae de Nebrija en 1516. En la edición de 1534 de la Historia y conquistas de Pere Tomic hay un interesante prólogo suyo, en catalán, dedicado a Galcerán de Cardona.
Según ha estudiado Joan Salvadó, en el De prosodia Martín Ibarra expone su idea sobre la poética a través de Quintiliano y de las teorías platónicas sobre la inspiración poética de los diálogos de Platón Ion y Fedro. Parece que la teoría de Ibarra se acerca a las tesis defendidas por Coluccio Salutati y por el neoplatonismo florentino de la escuela de Marsilio Ficino. Es una novedad en la historia del humanismo catalán, más influenciado por el humanismo napolitano primero y por el humanismo romano después.